# Robert Beatty
Pour les articles homonymes, voir Beatty.
Robert Beatty est un acteur canadien né le 19 octobre 1909 à Hamilton (Canada) et mort le 3 mars 1992 à Londres (Royaume-Uni).

## Filmographie
- 1939 : Murder in Soho : Jack
- 1939 : For Those in Peril (TV) : The Commander
- 1941 : Dangerous Moonlight : Reporter with Carol
- 1941 : Le 49ème parallèle (49th Parallel) : RCMP 'Mountie' in Alberta (voix)
- 1942 : Flying Fortress : Connor, 'Low Down' reporter
- 1942 : Un de nos avions n'est pas rentré (One of Our Aircraft Is Missing) de Michael Powell : Sergent Hopkins
- 1942 : The First of the Few : American Airman
- 1943 : Suspected Person : Franklin
- 1943 : Le Navire en feu (San Demetrio London) : 'Yank' Preston
- 1944 : It Happened One Sunday : Tom Stevens
- 1946 : Une question de vie ou de mort (A Matter of Life and Death) de Michael Powell et Emeric Pressburger : US crewman
- 1946 : Rendez-vous avec le crime (Appointment with Crime) : Det. Insp. Rogers
- 1947 : Green Fingers : Thomas Stone
- 1947 : Huit Heures de sursis (Odd Man Out) de Carol Reed : Dennis
- 1948 : Le Mystère du camp 27 (Portrait from Life) de Terence Fisher : Campbell Reid
- 1948 : Counterblast de Paul Ludwig Stein : Dr Paul Rankin
- 1948 : Les Guerriers dans l'ombre (Against the Wind) de Charles Crichton : Père Phillip Elliott
- 1948 : Un autre rivage (Another Shore) de Charles Crichton : Gulliver
- 1949 : Quel bandito sono io : Antonio / Leo
- 1950 : The Twenty Questions Murder Mystery : Bob Beacham
- 1951 : Capitaine sans peur (Captain Horatio Hornblower R.N.) de Raoul Walsh : Lt. William Bush
- 1951 : Le Retour de Bulldog Drummond (Calling Bulldog Drummond) de Victor Saville : Arthur Gunns
- 1951 : La Boîte magique (The Magic Box) de John Boulting : Lord Beaverbrook
- 1952 : Wings of Danger de Terence Fisher : Nick Talbot
- 1952 : Un si noble tueur : Shinto
- 1953 : The Broken Horseshoe : Dr. Mark Fenton
- 1953 : The Oracle : Bob Jefferson
- 1953 : M7 ne répond plus (The Net) d'Anthony Asquith : Maj. Sam Seagram
- 1953 : Le Cirque en révolte (Man on a Tightrope) d'Elia Kazan : Barovic
- 1953 : The Square Ring : Kid Curtis
- 1953 : Albert Royal Navy (Albert R.N.) : Lieutenant Jim Reed
- 1954 : L'amante di Paride de Marc Allégret et Edgar G. Ulmer : Menelaus
- 1955 : Portrait of Alison : Tim Forrester
- 1955 : Out of the Clouds : Nick Milbourne
- 1956 : Introducing Canada : Narrator (voix)
- 1957 : Tarzan and the Lost Safari : Tusker Hawkins
- 1957 : Le Carnaval des dieux (Something of Value) : Jeff Newton
- 1957 : Time Lock : Pete Dawson
- 1959 : The Shakedown : Chief Insp. Bob Jarvis
- 1962 : Invitation to Murder : Private Investigator
- 1962 : The Amorous Prawn : Larry Hoffman
- 1964 : Docteur Mabuse et le Rayon de la mort (Die Todesstrahlen des Dr. Mabuse) : Colonel Matson
- 1967 : La Vingt-cinquième Heure de Henri Verneuil : Colonel Greenfield
- 1967 : Bikini Paradise : Commissioner
- 1968 : 2001, l'Odyssée de l'espace (2001: A Space Odyssey) : Dr. Ralph Halvorsen
- 1968 : Quand les aigles attaquent (Where Eagles Dare) : Gen. George Carnaby
- 1972 : La Cible hurlante (Sitting Target) : Gun Dealer
- 1972 : Jeanne, papesse du diable (Pope Joan) : Dr. Corwin
- 1974 : Du sang dans la poussière (The Spikes Gang) : Sheriff
- 1974 : The Gathering Storm de Herbert Wise (TV) : Beaverbrook
- 1976 : Quand la Panthère rose s'emmêle (The Pink Panther Strikes Again) : Amiral
- 1977 : Jésus de Nazareth ("Jesus of Nazareth") (feuilleton TV) : Proculus
- 1977 : Golden Rendezvous : Dr. Taubman
- 1978-1980 : Blake's 7 (série TV) : Bran Foster
- 1979 : Un cosmonaute chez le roi Arthur (The Spaceman and King Arthur) : Senator Milburn
- 1980 : The Martian Chronicles (feuilleton TV) : Gen. Halstead
- 1981 : The Rose Medallion (TV) : Chris Condoli
- 1981 : L'Homme de Prague (The Amateur) de Charles Jarrott : Ambassadeur Neville
- 1982 : Man and Superman (TV)
- 1983 : Superman 3 de Richard Lester : Tanker Captain
- 1985 : Murder of a Moderate Man (feuilleton TV)
- 1985 : Minder on the Orient Express (TV) : le juge
- 1986 : Labyrinthe (Labyrinth) de Jim Henson : Left Door Knocker (voix)
- 1987 : Breakthrough at Reykjavik (TV) : Ronald Reagan
- 1987 : Superman 4 (Superman IV: The Quest for Peace) de Sidney J. Furie : U.S. President
- 1989 : The Return of Sam McCloud (TV) : William Maitland